# Vittorio Albertoletti
Vittorio Albertoletti (Cannobio, 26 dicembre 1837 – Mergozzo, 23 marzo 1890) è stato un militare italiano, che partecipò all'impresa dei Mille.

## Biografia
Figlio del notaio Adalberto e di Marianna Agostini e nipote del deputato al parlamento cisalpino cavalier Luigi Botta, crebbe tra Mergozzo e Lesa. Studente di notariato a Torino, nel 1858, volendo svincolarsi dal servizio militare di leva, si fece raccomandare e riformare. Nel 1860 giunse a Genova con il fratello. Convinto sostenitore della spedizione dei mille, decise di partire volontario per la Sicilia il 7 luglio 1860. Inquadrato come volontario di truppa nel 5º Reggimento Sprovieri, partecipò alla battaglia di Milazzo, venendo ferito da una sciabolata al ventre. Alcuni giorni dopo l'episodio bellico fu raggiunto in Sicilia dal fratello Luigi, arruolatosi anch'egli volontario. I fratelli si distinsero nella battaglia del Volturno. Garibaldi, che volle conoscere i due volontari ossolani, li nominò sul campo ufficiali dell'Esercito meridionale.
Nel novembre 1860, Vittorio e Luigi passarono al comando dell'Esercito Piemontese, ricoprendo il ruolo di sottotenenti del 38º e 12º Reggimento fanteria. Vittorio, per i fatti di Milazzo, venne insignito con la medaglia d'argento al valor militare e ottenne la qualifica di aiutante maggiore del 38º Reggimento. Luigi fu impiegato nella lotta al brigantaggio, ottenendo anch'egli una medaglia d'argento al valore militare. Nel 1866 i due fratelli parteciparono alla battaglia di Custoza. Vittorio fu ancora ferito e nuovamente decorato di medaglia d'argento al valore militare, mentre Luigi ottenne una medaglia di bronzo. Promosso luogotenente, Vittorio si adoperò nell'emergenza colerica di Livorno (sede del 38º Reggimento) venendo poi insignito della medaglia di bronzo ai Benemeriti della Salute Pubblica.
Nel 1868 fu messo in aspettativa e poté così fare ritorno a Mergozzo. Richiamato nel 1870, prese parte alla campagna contro lo Stato Pontificio. Si congedò con il grado di capitano nel 1873. Luigi, nominato cavaliere della corona d'Italia, si congedò nel 1871 con il grado di capitano. Vittorio Albertoletti morì a Mergozzo nel 1890 senza lasciare eredi.